# Seymour Nebenzahl
Seymour Nebenzahl (* 22. Juli 1897 in New York; † 23. September 1961 in München) war ein deutsch-amerikanischer Filmproduzent, der vor der nationalsozialistischen Ausgrenzung nach Frankreich floh. Nach seiner Übersiedelung 1938 in die Vereinigten Staaten schrieb er sich meist Seymour Nebenzal.

## Leben
Von seinem Vater Heinrich Nebenzahl wurde Seymour Nebenzahl als junger Mann nach Kingston upon Hull in England geschickt, wo er im Einzelhandel arbeitete und Eier vertrieb. Nach einer Banklehre arbeitete er Anfang der 1920er Jahre zunächst als Makler, Spekulationsgewinne ermöglichten ihm dann jedoch die Gründung einer eigenen Bank, dem Bankhaus S. Nebenzahl & Co. in Berlin.
1925 gründeten Heinrich und Seymour Nebenzahl die Heinrich Nebenzahl & Co. GmbH. 1927 war sein Vater Mitgründer der Nero-Film AG. Seymour Nebenzahl gehörte nicht nur dem Aufsichtsrat an, sondern übernahm auch die Position des Produktionschefs. Im Juni 1930 gründete er mit der Nero Tonfilm GmbH seine eigene Produktionsfirma.
Es gelang ihm, bedeutende Regisseure wie Georg Wilhelm Pabst und Fritz Lang an die Nero-Film zu binden, welche die Firma mit ihren Arbeiten im Laufe weniger Jahre zur künstlerisch ambitionierten Produktionsgesellschaft Deutschlands machten. Unter Seymour Nebenzahls Leitung entstanden einige der bedeutendsten Filme des klassischen Weimarer Kinos wie Die Büchse der Pandora (1929), Tagebuch einer Verlorenen (1929), Westfront 1918 (1930), Die 3-Groschen-Oper (1931), Kameradschaft (1931), M (1931), Die Herrin von Atlantis (1932) und Das Testament des Dr. Mabuse (1933).
Nach dem Machtantritt der Nationalsozialisten 1933 ging Seymour Nebenzahl, der jüdischer Herkunft war, zunächst nach Paris ins Exil und 1938 nach Hollywood, wo er von 1942 an für die Producers Releasing Company (PRC) arbeitete. Die durch seine Geburt in den USA erlangte amerikanische Staatsbürgerschaft hatte er stets beibehalten. Ebenfalls 1942 gründete Nebenzahl – gemeinsam mit Rudolph S. Joseph und Erwin O. Brettauer – eine eigene Filmgesellschaft, die Angelus Pictures, die unter anderem die Reinhard-Heydrich-Biografie „The Hangman“ produzierte, die 1943 unter dem Titel Hitler’s Madman in den Verleih kam. Im Juni 1944 trennte Nebenzahl sich von Brettauer und gründete in Hollywood die Nero Films Inc.
Erst kurz vor seinem Tode kehrte er nach Deutschland zurück und gründete in Berlin die Nero-Film GmbH, die unter der Regie von Franz Peter Wirth einen einzigen Film produzierte.
Seymour Nebenzahl war seit 1920 mit Else Jacoby, der Tochter des Besitzers der Norddeutschen Wolldampfwäscherei, verheiratet und ist der Vater des Schriftstellers und Filmproduzenten Harold Nebenzahl (* 31. März 1922 in Berlin; † 14. Februar 2019 in Los Angeles). Seymour Nebenzahl ist (durch seinen Vater) auch ein Cousin des Regisseurs Robert Siodmak.

## Filmografie
- 1927: Rätsel einer Nacht – Regie: Harry Piel
- 1927: Der Sprung ins Glück – Regie: Augusto Genina
- 1927: Die Gefangene von Shanghai – Regie: Augusto Genina, Géza von Bolváry
- 1928: Die Durchgängerin – Regie: Hanns Schwarz
- 1928: Tragödie im Zirkus Royal – Regie: Alfred Lind
- 1928: Das Mädchen der Straße – Regie: Augusto Genina
- 1928: Liebeskarneval – Regie: Augusto Genina
- 1928: Das letzte Souper – Regie: Mario Bonnard
- 1928: Das letzte Fort – Regie: Kurt Bernhardt
- 1929: Tagebuch einer Kokotte – Regie: Constantin J. David
- 1929: Die Büchse der Pandora
- 1929: Unschuld (Die kleine Veronika) – Regie: Robert Land
- 1929: Trust der Diebe – Regie: Erich Schönfelder
- 1929: Meineid
- 1929: Ehe in Not
- 1930: Gaukler (Les saltimbanques) – Regie: Robert Land
- 1930: Der Witwenball – Regie: Georg Jacoby
- 1930: Westfront 1918
- 1930: Skandal um Eva
- 1930: Kohlhiesels Töchter – Regie: Hans Behrendt
- 1930: Der Detektiv des Kaisers – Regie: Carl Boese
- 1931: Die 3-Groschen-Oper
- 1931: Ariane
- 1931: M
- 1931: Kameradschaft
- 1931: 24 Stunden aus dem Leben einer Frau
- 1932: Die Herrin von Atlantis
- 1933: Das Testament des Dr. Mabuse
- 1933: Le sexe faible – Regie: Robert Siodmak
- 1934: La crise est finie! – Regie: Robert Siodmak
- 1934: Le roi des Champs-Élysées – Regie: Max Nosseck
- 1936: La vie parisienne – Regie: Robert Siodmak
- 1936: Mayerling
- 1937: Weiße Fracht für Rio (Cargaison blanche) – Regie: Robert Siodmak
- 1938: Orlof et Tarakanova – Regie: Fedor Ozep
- 1938: Werther (Le Roman de Werther) – Regie: Max Ophüls
- 1939: Les ôtages – Regie: Raymond Bernard
- 1940: We Who Are Young – Regie: Harold S. Bucquet
- 1942: Prisoner of Japan – Regie: Arthur Ripley
- 1942: Tomorrow We Live – Regie: Edgar G. Ulmer
- 1943: Hitler’s Madman
- 1944: Sommerstürme (Summer Storm) – Regie: Douglas Sirk
- 1946: Whistle Stop – Regie: Léonide Moguy
- 1946: The Chase
- 1947: Michael schafft Ordnung (Heaven Only Knows) – Regie: Albert S. Rogell
- 1949: Die Herrin von Atlantis (Siren of Atlantis)
- 1951: M (M)
- 1961: Bis zum Ende aller Tage